# Katharina von Braunschweig-Lüneburg
Katharina von Braunschweig-Lüneburg (* 1395; † 28. Dezember 1442 in Grimma) aus dem Geschlecht der Welfen war eine Prinzessin von Braunschweig-Lüneburg und durch Heirat Kurfürstin von Sachsen.

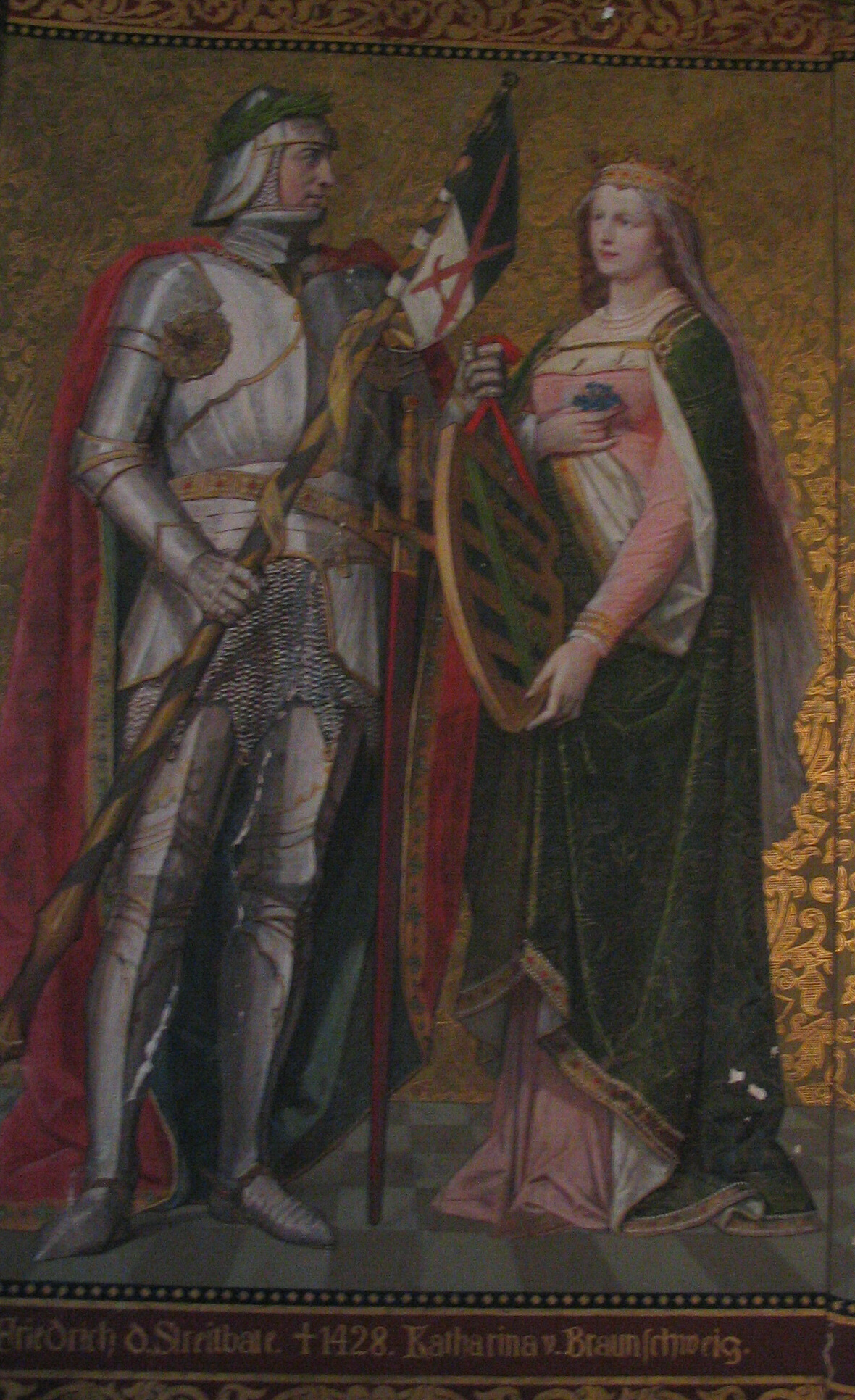
Friedrich der Streitbare und Katharina von Braunschweig (Historiengemälde in der Albrechtsburg, 19. Jahrhundert)

## Leben

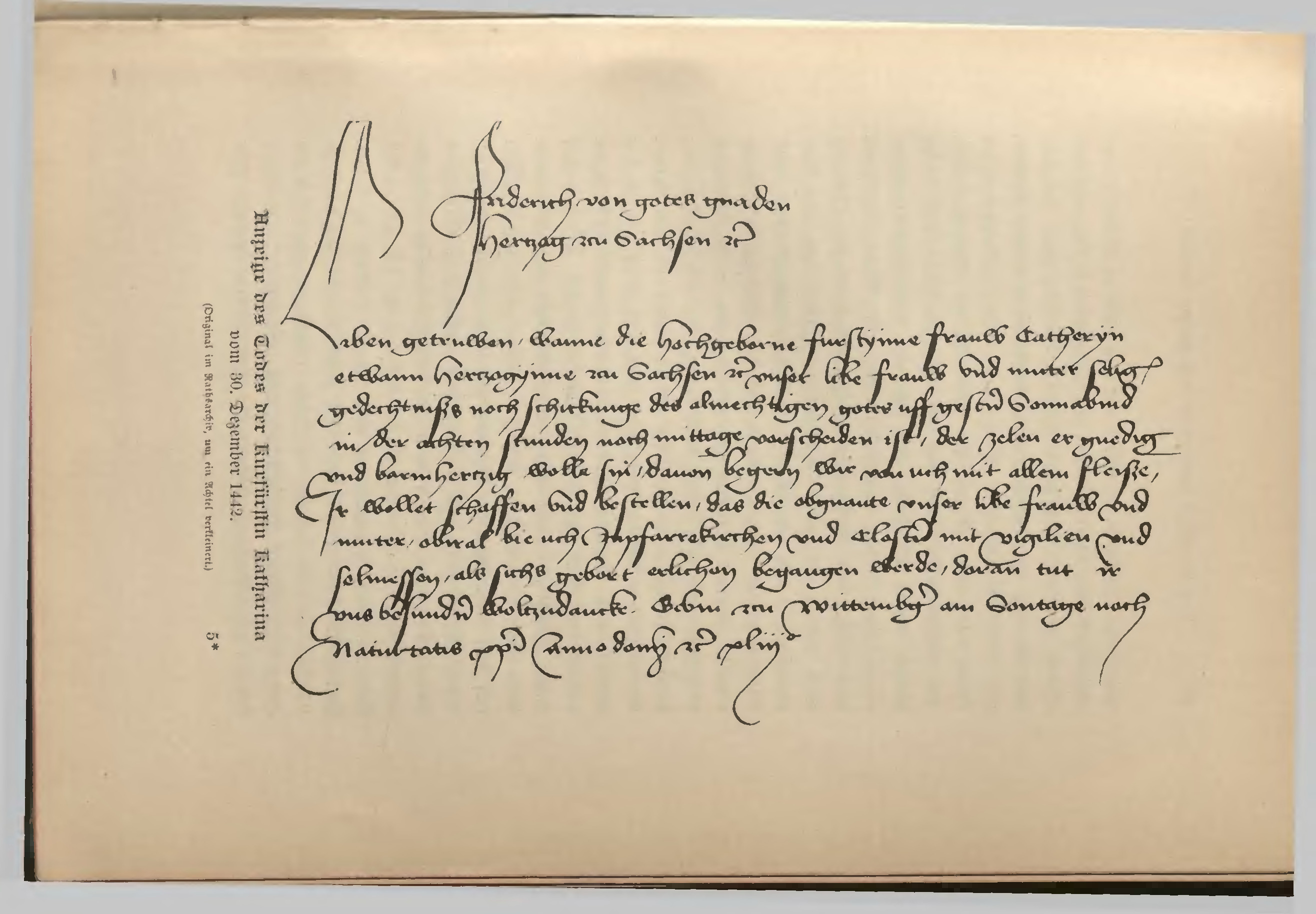
Anzeige des Todes der Kurfürstin Katharina vom 30. Dezember 1442

Katharina war die einzige Tochter und das zweite Kind des Herzogs Heinrich I. von Braunschweig-Lüneburg († 1416) aus dessen erster Ehe mit Sophie († 1400/06), Tochter des Herzogs Wartislaw VI. von Pommern.
Als 7-Jährige heiratete sie am 8. Mai 1402 Markgraf Friedrich IV. von Meißen (1370–1428), der 1425 als Friedrich I. erster wettinischer Kurfürst von Sachsen wurde. Der Kurfürst verlor in den Hussitenkriegen 1425 bei Brüx einen großen Teil seines Heeres. In der Heimat organisierte Kurfürstin Katharina während Friedrichs Abwesenheit die Aufstellung eines weiteren Heeres von 20.000 Mann, welches zur Hilfe eilte, aber 1426 in der Schlacht bei Aussig vernichtend geschlagen wurde.
Katharina hielt sich mit ihrem Gemahl, häufiger aber allein längere Zeit auf Burg Mildenstein in Leisnig auf, welches sich dadurch immer mehr zu einer Nebenresidenz des sächsischen Kurfürsten entwickelte.

## Nachkommen
Aus ihrer Ehe mit Friedrich hatte Katharina folgende Kinder:
- Friedrich II. (1412–1464), Kurfürst von Sachsen

⚭ 1431 Erzherzogin Margarete von Österreich (1416/17–1486)
- Sigismund (1416–1471), Bischof von Würzburg
- Anna (1420–1462)

⚭ 1433 Landgraf Ludwig I. von Hessen (1402–1458)
- Katharina (1421–1476)

⚭ 1441 Kurfürst Friedrich II. von Brandenburg (1413–1471)
- Heinrich (1422–1435)
- Wilhelm III. (1425–1482), Landgraf von Thüringen, Herzog von Luxemburg

⚭ 1. 1446 Erzherzogin Anna von Österreich (1432–1462)
⚭ 2. 1463 Katharina von Brandenstein († 1492)